# Guatemala en los Juegos Olímpicos de Moscú 1980
Guatemala estuvo representada en los Juegos Olímpicos de Moscú 1980 por un total de 10 deportistas masculinos que compitieron en 5 deportes.
El portador de la bandera en la ceremonia de apertura fue el tirador Carlos Silva Monterroso. El equipo olímpico guatemalteco no obtuvo ninguna medalla en estos Juegos.